# Калінін Дмитро Володимирович
Дмитро Володимирович Калінін (рос. Дмитрий Владимирович Калинин; 22 липня 1980, м. Челябінськ, СРСР) — російський хокеїст, захисник. Виступає за СКА (Санкт-Петербург) у Континентальній хокейній лізі. Заслужений майстер спорту Росії (2002). 
Вихованець хокейної школи «Трактор» (Челябінськ). Виступав за «Трактор» (Челябінськ), «Монктон Вайлдкетс» (QMJHL), «Рочестер Амерікенс» (АХЛ), «Баффало Сейбрс», «Металург» (Магнітогорськ), «Нью-Йорк Рейнджерс», «Фінікс Койотс», «Салават Юлаєв» (Уфа).
В чемпіонатах НХЛ — 539 матчів (36+126), у турнірах Кубка Стенлі — 37 матчів (2+7).
У складі національної збірної Росії учасник зимових Олімпійських ігор 2010 (4 матча, 1+1), учасник чемпіонатів світу 2002, 2003, 2004, 2005, 2007, 2008, 2009, 2010, 2011 і 2012 (72 матчі, 5+14). У складі юніорської збірної Росії учасник чемпіонату Європи 1998.
Досягнення
- Чемпіон світу (2008, 2009, 2012), срібний (2002, 2010), бронзовий призер (2005)
- Чемпіон Росії (2005, 2006, 2008)
- Володар Кубка Гагаріна (2011)
- Учасник матчу усіх зірок КХЛ (2009)
- Бронзовий призер юніорського чемпіонату Європи (1998).

Ногороди
- Нагороджений медаллю ордена «За заслуги перед Вітчизною» (II ступеня) (2009)[1].